# Ammophila breviceps
Ammophila breviceps är en biart som beskrevs av Frederick Smith 1856.
Ammophila breviceps ingår i släktet Ammophila och familjen grävsteklar. Inga underarter finns listade i Catalogue of Life.